# Ванассааре
Ва́нассааре (ест. Vanassaare küla) — село в Естонії, у волості Сааре повіту Йиґевамаа.

## Населення
Чисельність населення на 31 грудня 2011 року становила 38 осіб.

## Географія
Село розташоване на відстані приблизно 6 км на південний захід від волосного центру Кяепи.
Через Ванассааре проходить автошлях 3 (Йигві — Тарту — Валґа), естонська частина європейського маршруту E264. Від села починається дорога 137 (Йиґева — Паламузе — Сааре).
На відстані 3 км на захід від села лежить озеро Сааре (Saare järv), навколо якого утворений природний парк Саар'ярве.